# A Viki, a viking epizódjainak listája
Ez a lista a Viki, a viking német–osztrák–japán animációs sorozat epizódjait sorolja fel. A történet Runer Jonsson svéd író Vicke Viking című díjnyertes regénysorozata alapján készült, és egy viking fiú, Viki és társai kalandjait meséli el. A sorozatot a Zuiyo Eizo gyártotta Szaitó Hirosi rendezésében. A 78 részes sorozatot Japánban 1974. április 3. és 1975. szeptember 24. között a Fuji Television tűzte műsorra, a Német Szövetségi Köztársaságban 1974. január 31-étől a ZDF vetítette, Magyarországon pedig az első 26 epizódot a Viasat 3 sugározta 2000 körül.

## Epizódlista

### 1–26. epizód
| #  | Epizód címe | Első japán sugárzás  | Első magyar sugárzás |
| -- | --- | -------------------- | -------------------- |
| 1  | A versenyfutás Viking tandzsó (バイキング誕生; Baikingu tandzsó; Hepburn: Baikingu tanjō) Der Wettlauf                                                                             | 1974. április 3.     |                      |
| 2  | A csapda Szóra funade da sippai da (そーら船出だ 失敗だ; Hepburn: Sōra funade da shippai da) Die Falle                                                                             | 1974. április 10.    |                      |
| 3  | A menekülés Nokonoko girigiri ódassucu (のこのこぎりぎり 大脱走; Hepburn: Nokonoko girigiri ōdasshutsu) Die Flucht                                                                 | 1974. április 17.    |                      |
| 4  | A lyukas fog Musiba jo szaraba (虫歯よ さらば; Hepburn: Mushiba yo saraba) Der hohle Zahn                                                                                          | 1974. április 24.    |                      |
| 5  | A gonosz Sven Idzsivaru Sven vo jattszukero (いじわるスベンを やっつけろ; Idzsivaru Szuben vo jattszukero; Hepburn: Ijiwaru Suben wo yattsukero) Der schreckliche Sven             | 1974. május 1.       |                      |
| 6  | A becsapás Zeikin tori nante kovakunai (税金取りなんて 恐くない; Hepburn: Zeikin tori nante kowakunai) Über's Ohr gehauen                                                          | 1974. május 8.       |                      |
| 7  | A 19 farkas Ókami kari contest (狼狩りコンテスト; Ókami kari konteszuto; Hepburn: Ōkami kari kontesuto) Die 19 Wölfe                                                               | 1974. május 15.      |                      |
| 8  | A támadás Sven no gjakusú (スベンの逆襲; Szuben no gjakusú; Hepburn: Suben no gyakushū) Der Überfall                                                                               | 1974. május 22.      |                      |
| 9  | Kaland a Sirály szigeten Vicke to óazarasi (ビッケと大あざらし; Bikke to óazarasi; Hepburn: Bikke to ōazarashi) Auf der Möveninsel                                                 | 1974. május 29.      |                      |
| 10 | Az ígéret Gicchompa no jakuszoku (ギッチョンパの約束; Giccsonpa no jakuszoku; Hepburn: Gicchonpa no yakusoku) Das Versprechen                                                      | 1974. június 5.      |                      |
| 11 | A vörösszemű óriások Akai me no kjodzsin tacsi (赤い目の巨人たち; Hepburn: Akai me no kyojin tachi) Die rotäugigen Riesen                                                          | 1974. június 12.     |                      |
| 12 | A kis szabadító Halvar no kjúsucu szakuszen (ハルバルの 救出作戦; Harubaru no kjúsucu szakuszen; Hepburn: Harubaru no kyūshutsu sakusen) Die Befreiung                             | 1974. június 19.     |                      |
| 13 | Viki új barátja Szurudoi ken vo motta Svalkel (鋭い剣を持った スバルケル; Szurudoi ken vo motta Szubarukeru; Hepburn: Surudoi ken wo motta Subarukeru) Wickie gewinnt einen Freund | 1974. június 26.     |                      |
| 14 | A vár ostroma Siro va mikake ni joranu mono (城は見かけに よらぬもの; Hepburn: Shiro wa mikake ni yoranu mono) Sturm auf die Festung                                               | 1974. július 3.      |                      |
| 15 | Épphogy megmenekültünk Nigero ja nigero (逃げろや逃げろ; Hepburn: Nigero ya nigero) Nochmal davon gekommen                                                                         | 1974. július 10.     |                      |
| 16 | A vízvezeték Mizuzeme daiszakuszen (水攻め大作戦; Hepburn: Mizuzeme daisakusen) Die Wasserleitung                                                                                  | 1974. július 17.     |                      |
| 17 | Önkéntes tűzoltók Szekai de szaiso no sóbótai (世界で最初の 消防隊; Hepburn: Sekai de saisho no shōbōtai) Freiwillige Feuerwehr                                                    | 1974. július 24.     |                      |
| 18 | A postagalamb Hato to Vicke to azarasi to (鳩とビッケと あざらしと; Hato to Bikke to azarasi to; Hepburn: Hato to Bikke to azarashi to) Die Brieftaube                             | 1974. július 31.     |                      |
| 19 | A repülő hajó Vicke to ókina tako (ビッケと 大きなタコ; Bikke to ókina tako; Hepburn: Bikke to ōkina tako) Das fliegende Schiff                                                    | 1974. augusztus 7.   |                      |
| 20 | A kövér király Ószama va kuisinbo (王様はくいしんぼ; Hepburn: Ōsama wa kuishinbo) Der dicke König                                                                                  | 1974. augusztus 14.  |                      |
| 21 | A gonosz némber Kusami kona 25 gó (くしゃみ粉25号; Hepburn: Kushami kona 25 gō) Das böse Weib                                                                                      | 1974. augusztus 21.  |                      |
| 22 | A kincsesláda Halvar no takarabako (ハルバルの宝箱; Harubaru no takarabako) Die Schatztruhe                                                                                        | 1974. augusztus 28.  |                      |
| 23 | A fűrészhalak bosszúja Nokogiri ei no katakiucsi (のこぎりエイの 敵討ち; Hepburn: Nokogiri ei no katakiuchi) Die Rache der Sägefische                                              | 1974. szeptember 4.  |                      |
| 24 | Faxe menyasszonya Faxe no ojomeszan (ファクセのお嫁さん; Fakusze no ojomeszan; Hepburn: Fakuse no oyomesan) Faxe hat eine Braut                                                    | 1974. szeptember 11. |                      |
| 25 | A kísértethajó Júreiszen vo jattszukero (ゆうれい船を やっつけろ; Hepburn: Yūreisen wo yattsukero) Das Geisterschiff                                                               | 1974. szeptember 18. |                      |
| 26 | Az eszkimók kincse Juki to kóri no takaradzsima (雪と氷の宝島; Hepburn: Yuki to kōri no takarajima) Der Eskimoschatz                                                               | 1974. szeptember 25. |                      |

### 27–52. epizód
| #  | Epizód címe | Első japán sugárzás | Első magyar sugárzás |
| -- | --- | ------------------- | -------------------- |
| 27 | – Vicke to kudzsira no ojako (ビッケと クジラの親子; Bikke to kudzsira no ojako; Hepburn: Bikke to kujira no oyako) Der kleine Wal                                                        | 1974. október 2.    |                      |
| 28 | – Kamome no Karl (かもめのカール; Kamome no Káru; Hepburn: Kamome no Kāru) Immer Ärger mit den Möwen                                                                                      | 1974. október 9.    |                      |
| 29 | – Greecian no kuni no meiro (ギリシャの国の 迷路; Girisa no kuni no meiro; Hepburn: Girisha no kuni no meiro) Abenteuer in Griechenland                                                   | 1974. október 16.   |                      |
| 30 | – Greecian no kuni no olympics (ギリシャの国の オリンピック; Girisa no kuni no orinpikku; Hepburn: Girisha no kuni no orinpikku) Die Olympiade der Wikinger                               | 1974. október 23.   |                      |
| 31 | – Denmark no bóken (zenpen) (デンマークの 冒険 (前編); Denmáku no bóken (zenpen); Hepburn: Denmāku no bōken (zenpen)) Eine böse Überraschung                                              | 1974. október 30.   |                      |
| 32 | – Denmark no bóken (kóhen) (デンマークの 冒険 (後編); Denmáku no bóken (kóhen); Hepburn: Denmāku no bōken (kōhen)) Flucht aus dem Schloss                                                 | 1974. november 6.   |                      |
| 33 | – Kitaguni kara kita otoko (北国から来た男) Ein gewisser Herr Lumperich | 1974. november 13.  |                      |
| 34 | – Shulack mura no sónen (シュラック村の 少年; Surakku mura no sónen; Hepburn: Shurakku mura no shōnen) Der sprechende Stein                                                               | 1974. november 20.  |                      |
| 35 | – Vicke szora vo tobu (ビッケ空をとぶ; Bikke szora vo tobu; Hepburn: Bikke sora wo tobu) Wickie geht in die Luft                                                                          | 1974. november 27.  |                      |
| 36 | – Halvar maigo ni naru (ハルバル 迷子になる; Harubaru maigo ni naru) Das Wiedersehen | 1974. december 4.   |                      |
| 37 | – Hentekona omotenasi (変てこな おもてなし; Hepburn: Hentekona omotenashi) Bei Häuptling Humbelkappa                                                                                      | 1974. december 11.  |                      |
| 38 | – Binka dzsin no takaramono (ビンカ人の宝物; Hepburn: Binka jin no takaramono) Das Gastgeschenk                                                                                           | 1974. december 18.  |                      |
| 39 | – Osarena Snoppe (おしゃれなスノッペ; Osarena Szunoppe; Hepburn: Osharena Sunoppe) Der Überfall aufs Winkadorf                                                                            | 1974. december 25.  |                      |
| 40 | – Nobita Snoppe no makige (のびたスノッペの 巻毛; Nobita Szunoppe no makige; Hepburn: Nobita Sunoppe no makige) Snoppe muss Haare lassen                                                  | 1975. január 1.     |                      |
| 41 | – Nacukasi no Fraake (なつかしの フラーケ; Nacukasi no Furáke; Hepburn: Natsukashi no Furāke) Abschied von den Winkas                                                                     | 1975. január 8.     |                      |
| 42 | – Fraake mura ni cirkus ga jattekita (フラーケ村に サーカスがやって来た; Furáke mura ni szákaszu ga jattekita; Hepburn: Furāke mura ni sākasu ga yattekita) Der Zirkus kommt              | 1975. január 15.    |                      |
| 43 | – Vara ningjo szenszó (わら人形戦争; Hepburn: Wara ningyo sensō) Halvar gewinnt einen Krieg                                                                                               | 1975. január 22.    |                      |
| 44 | – Fraake zoku va hatake sigoto ga daikirai (フラーケ族は 畑仕事が大きらい; Furáke zoku va hatake sigoto ga daikirai; Hepburn: Furāke zoku wa hatake shigoto ga daikirai) Die Schatzgräber | 1975. január 29.    |                      |
| 45 | – Raiszei Brulett to Vicke (雷声 ブルーレットとビッケ; Raiszei Burúretto to Bikke; Hepburn: Raisei Burūretto to Bikke) Der Bote aus Bulgarien                                             | 1975. február 5.    |                      |
| 46 | – Ojasirazu to tunnel szakuszen (親知らずと トンネル作戦; Ojasirazu to tonneru szakuszen; Hepburn: Oyashirazu to tonneru sakusen) Bullermann hat einen Plan                               | 1975. február 12.   |                      |
| 47 | – Vicke to szaszauma szakuszen (ビッケと竹馬作戦; Bikke to szaszauma szakuszen; Hepburn: Bikke to sasauma sakusen) Bullermann gibt nicht auf                                              | 1975. február 19.   |                      |
| 48 | – Vagamama Brulett no óhangeki (わがままブルーレットの 大反撃; Vagamama Burúretto no óhangeki; Hepburn: Wagamama Burūretto no ōhangeki) Reingefallen, Bullermann                          | 1975. február 26.   |                      |
| 49 | – Ókina bokuma no okurimono (大きな木馬の 贈り物; Hepburn: Ōkina bokuma no okurimono) Bullermanns Geschenk                                                                                | 1975. március 5.    |                      |
| 50 | – Hokkjoku no bóken (北極の冒険; Hepburn: Hokkyoku no bōken) Im Eis gefangen | 1975. március 12.   |                      |
| 51 | – Halvar tószan no dassucu szakuszen (ハルバル父さんの 脱出作戦; Harubaru tószan no dassucu szakuszen; Hepburn: Harubaru tōsan no dasshutsu sakusen) Wickie und die Windmühle             | 1975. március 19.   |                      |
| 52 | – Vicke no kazansima tanken (ビッケの 火山島探検; Bikke no kazansima tanken; Hepburn: Bikke no kazanshima tanken) Auf der Dracheninsel                                                    | 1975. március 26.   |                      |

### 53–78. epizód
| #  | Epizód címe | Első japán sugárzás  | Első magyar sugárzás |
| -- | --- | -------------------- | -------------------- |
| 53 | – Halvar tószan no kuma taidzsi (ハルバル父さんの 熊退治; Harubaru tószan no kuma taidzsi; Hepburn: Harubaru tōsan no kuma taiji) Halvars Kampf mit dem Bären                  | 1975. április 2.     |                      |
| 54 | – Otafuku kaze to Halvar (おたふく風邪と ハルバル; Otafuku kaze to Harubaru) Vater Halvar hat Mumps                                                                            | 1975. április 9.     |                      |
| 55 | – Urobe dzsiiszan no kacujó (ウローブじいさんの 活躍; Uróbu dzsiiszan no kacujó; Hepburn: Urōbu jiisan no katsuyō) Wer andern eine Grube gräbt…                                | 1975. április 16.    |                      |
| 56 | – Halvar tószan no szutekina omijage (ハルバル父さんの 素敵なおみやげ; Harubaru tószan no szutekina omijage; Hepburn: Harubaru tōsan no sutekina omiyage) Wickie und das Pferd | 1975. április 23.    |                      |
| 57 | – Vicke to Ylvie no hjórjúki (ビッケとチッチの 漂流記; Bikke to Csiccsi no hjórjúki; Hepburn: Bikke to Chicchi no hyōryūki) Ylvie auf der Vogelinsel                           | 1975. április 30.    |                      |
| 58 | – Ókami nante kovakunai (狼なんて恐くない; Hepburn: Ōkami nante kowakunai) Wickie und der Wolf                                                                                 | 1975. május 7.       |                      |
| 59 | – Iszogaba mavare kjúsucu szakuszen (急がば回れ 救出作戦; Hepburn: Isogaba maware kyūshutsu sakusen) Baltac sitzt in der Klemme                                                | 1975. május 14.      |                      |
| 60 | – Parli no ódzsoszama (パルリの王女様; Paruri no ódzsoszama; Hepburn: Paruri no ōjosama) Die Fahrt nach Tarlis                                                                 | 1975. május 21.      |                      |
| 61 | – Okasina komatta tószenbó (おかしな困った とうせんぼ; Hepburn: Okashina komatta tōsenbō) Die zwei Kampfhähne                                                                  | 1975. május 28.      |                      |
| 62 | – Júreiszan vo taszukejó (幽霊さんを 助けよう; Hepburn: Yūreisan wo tasukeyō) Hilfe für die Geister                                                                            | 1975. június 4.      |                      |
| 63 | – Hontó no viking dazo (本当の バイキングだぞ; Hontó no baikingu dazo; Hepburn: Hontō no baikingu dazo) Wir sind wirklich Wikinger                                             | 1975. június 11.     |                      |
| 64 | – Snorre no ójogen (スノーレの大予言; Szunóre no ójogen; Hepburn: Sunōre no ōyogen) Die Voraussagung                                                                           | 1975. június 18.     |                      |
| 65 | – Ógon no ken to golden (黄金の剣と グライダー; Ógon no ken to guraidá; Hepburn: Ōgon no ken to guraidā) Das goldene Schwert                                                   | 1975. június 25.     |                      |
| 66 | – Vicke ga chess de ósóri (ピッケがチェスで 大勝利; Bikke ga cseszu de ósóri; Hepburn: Bikke ga chesu de ōshōri) Wickies Sieg                                                  | 1975. július 2.      |                      |
| 67 | – Kava to kava vo muszundzsae! (川と川を 結んじゃえ!; Hepburn: Kawa to kawa wo musunjae!) Reise mit Hindernissen                                                               | 1975. július 9.      |                      |
| 68 | – Tjure to Snorre no ógenka (チューレとスノーレの 大げんか; Csúre to Szunóre no ógenka; Hepburn: Chūre to Sunōre no ōgenka) Der Kampf von Tjure und Snorre                     | 1975. július 16.     |                      |
| 69 | – Cugi no okasira va dare da (次のおかしらは 誰だ; Hepburn: Tsugi no okashira wa dare da) Wer wird der nächste Häuptling?                                                      | 1975. július 23.     |                      |
| 70 | – Halvar tószan to kami sibai (ハルバル父さんと 紙芝居; Harubaru tószan to kami sibai; Hepburn: Harubaru tōsan to kami shibai) Der Märchenerzähler                             | 1975. július 30.     |                      |
| 71 | – Heszokuri beszokaki takaramono (へそくりべそかき 宝物; Hepburn: Hesokuri besokaki takaramono) Der heimliche Schatz                                                           | 1975. augusztus 6.   |                      |
| 72 | – Vicke to Halvar no csie kurabe (ビッケとハルバルの 知恵くらべ; Bikke to Harubaru no csie kurabe; Hepburn: Bikke to Harubaru no chie kurabe) Der Käsekrieg                    | 1975. augusztus 13.  |                      |
| 73 | – Robin otószan no szumu sima (ロビン小父さんの 住む島; Hepburn: Robin otōsan no sumu shima) Gestrandet                                                                        | 1975. augusztus 20.  |                      |
| 74 | – Doccsi no jama ga takai ka (どっちの山が 高いか; Hepburn: Docchi no yama ga takai ka) Eine Wette fällt ins Wasser                                                            | 1975. augusztus 27.  |                      |
| 75 | – Nakuna Tjure (泣くなチューレ; Nakuna Csúre; Hepburn: Nakuna Chūre) Tjures Frau spielt nicht mehr mit                                                                         | 1975. szeptember 3.  |                      |
| 76 | – Faxe to kikjú to Lund no muszume (ファクセと気球と ルンドの娘; Fakusze to kikjú to Rundo no muszume; Hepburn: Fakuse to kikyū to Rundo no musume) Urobes Nichte              | 1975. szeptember 10. |                      |
| 77 | – Atarasii fune o okuró (新しい船を おくろう; Hepburn: Atarashii fune o okurō) Das Fest in Hanka                                                                               | 1975. szeptember 17. |                      |
| 78 | – Nakamahazure ni szareta Halvar (仲間はづれにされた ハルバル; Nakamahazure ni szareta Harubaru; Hepburn: Nakamahazure ni sareta Harubaru) Gold aus Dänemark                   | 1975. szeptember 24. |                      |